# Rick DiPietro
Richard W. DiPietro (né le 19 septembre 1981 à Winthrop aux États-Unis) est un joueur professionnel américain de hockey sur glace. Il évolue au poste de gardien de but.

## Biographie

### Carrière en club
DiPietro commence sa carrière de joueur en tant que junior dans l'équipe Américaine junior dans la United States Hockey League en 1997-1998 avant de rejoindre deux ans plus tard le championnat universitaire et les Terriers de l'Université de Boston.
En 2000, au cours du repêchage d'entrée dans la Ligue nationale de hockey, il est choisi par les Islanders de New York en tant que tout premier choix du repêchage et prend la place de Roberto Luongo, qui est échangé durant cette journée aux Panthers de la Floride. Il devient le quatrième américain à être choisi en premier lors d'un repêchage de la LNH après Brian Lawton en 1983, suivi de Mike Modano en 1988 et Bryan Berard en 1995 en plus d'être le deuxième gardien de but à être choisi au premier rang après Michel Plasse en 1968.
Il commence alors sa première saison dans la LNH mais en vingt matchs il ne compte que trois victoires et est donc envoyé pour gagner de l'expérience en ligue mineure. Ainsi, il rejoint la Ligue internationale de hockey et les Wolves de Chicago puis les Sound Tigers de Bridgeport de la Ligue américaine de hockey. L'année d'après, il ne jouera que dix matchs dans la LNH et ne sera rappelé pour être titulaire qu'en 2003-2004.
En septembre 2005, Newsday écrit un article affirmant que l'équipe a fait une offre pour un contrat de 15 ans à DiPietro mais la LNH décourage la franchise et à la place, un contrat d'un an est signé, permettant aux Islanders de mettre sous contrat Mark Parrish. Mais un an plus tard, le contrat de 15 ans pour un total de 67,5 millions de dollars est réellement signé entre les deux parties. Il s'agit du contrat de plus longue durée jamais signé (devant celui d'Alexei Yashin avec ces mêmes Islanders pour dix ans). 
De la saison 2008-2009 à 2013, il ne joue cependant que 50 matchs dans la LNH en raison de diverses blessures. Le 3 juillet 2013, les Islanders rachètent le contrat les liant et le laissent libre. Le 26 octobre 2013, les Checkers de Charlotte de la Ligue américaine de hockey, club-école des Hurricanes de la Caroline, lui font signer un essai professionnel.

### Carrière internationale
Avec ses coéquipiers, Jason Blake et Mark Parrish, il est sélectionné dans l'équipe des États-Unis pour les Jeux Olympiques de 2006 à Turin en Italie.
Il a également représenté son pays dans les compétitions suivantes :
- Championnat du monde junior de hockey sur glace - 2000, 2001
- Coupe du monde de hockey - 2004
- Championnat du monde IIHF - 2005

## Statistiques

### En club
| Saison     | Équipe                         | Ligue         |     | Saison régulière | Saison régulière | Saison régulière | Saison régulière | Saison régulière | Saison régulière | Saison régulière | Saison régulière | Saison régulière | Saison régulière |    | Séries éliminatoires | Séries éliminatoires | Séries éliminatoires | Séries éliminatoires | Séries éliminatoires | Séries éliminatoires | Séries éliminatoires | Séries éliminatoires | Séries éliminatoires |
| Saison     | Équipe                         | Ligue         | PJ  | V                | D                | Pr/N             | Min              | BC               | Moy              | % Arr            | Bl               | Pun              | PJ               | V  | D                    | Min                  | BC                   | Moy                  | % Arr                | Bl                   | Pun                  |                      |                      |
| 1997-1998  | U.S. National Development Team | NAHL          | 30  | 13               | 12               | 0                | 1 602            | 85               | 3,18             | 89,3             | 1                |                  | 3                | 2  | 1                    | 179                  | 7                    | 2,35                 | -                    | 1                    |                      |                      |                      |
| 1997-1998  | U.S. National Development Team | USHL          | 3   | 0                | 2                | 0                | 117              | 8                | 4,09             | 88,6             | 0                |                  | -                | -  | -                    | -                    | -                    | -                    | -                    | -                    |                      |                      |                      |
| 1998-1999  | U.S. National Development Team | USHL          | 30  | 22               | 6                | 1                | 1 733            | 67               | 2,32             | 90,7             | 3                |                  | -                | -  | -                    | -                    | -                    | -                    | -                    | -                    |                      |                      |                      |
| 1999-2000  | Université de Boston           | Hockey East   | 29  | 18               | 5                | 5                | 1 791            | 73               | 2,45             | 91,3             | 2                |                  | -                | -  | -                    | -                    | -                    | -                    | -                    | -                    |                      |                      |                      |
| 2000-2001  | Wolves de Chicago              | LIH           | 14  | 4                | 5                | 2                | 778              | 44               | 3,39             | 88,0             | 0                |                  | -                | -  | -                    | -                    | -                    | -                    | -                    | -                    |                      |                      |                      |
| 2000-2001  | Islanders de New York          | LNH           | 20  | 3                | 15               | 1                | 1 083            | 63               | 3,49             | 87,8             | 0                |                  | -                | -  | -                    | -                    | -                    | -                    | -                    | -                    |                      |                      |                      |
| 2001-2002  | Sound Tigers de Bridgeport     | LAH           | 59  | 30               | 22               | 7                | 3 472            | 134              | 2,32             | 91,3             | 4                |                  | 20               | 12 | 8                    | 1 270                | 45                   | 2,13                 | 90,6                 | 3                    |                      |                      |                      |
| 2002-2003  | Sound Tigers de Bridgeport     | LAH           | 34  | 16               | 10               | 8                | 2 044            | 73               | 2,14             | 92,4             | 3                |                  | 5                | 2  | 3                    | 299                  | 10                   | 2,01                 | 92,5                 | 1                    |                      |                      |                      |
| 2002-2003  | Islanders de New York          | LNH           | 10  | 2                | 5                | 2                | 585              | 29               | 2,97             | 89,4             | 0                |                  | 1                | 0  | 0                    | 15                   | 0                    | 0,00                 | 100,0                | 0                    |                      |                      |                      |
| 2003-2004  | Islanders de New York          | LNH           | 50  | 23               | 18               | 5                | 2 843            | 112              | 2,36             | 91,1             | 5                |                  | 5                | 1  | 4                    | 303                  | 11                   | 2,18                 | 90,8                 | 1                    |                      |                      |                      |
| 2003-2004  | Sound Tigers de Bridgeport     | LAH           | 2   | 0                | 2                | 0                | 119              | 3                | 1,51             | 94,5             | 0                |                  | -                | -  | -                    | -                    | -                    | -                    | -                    | -                    |                      |                      |                      |
| 2005-2006  | Islanders de New York          | LNH           | 63  | 30               | 24               | 5                | 3 572            | 180              | 3,02             | 90,0             | 1                |                  | -                | -  | -                    | -                    | -                    | -                    | -                    | -                    |                      |                      |                      |
| 2006-2007  | Islanders de New York          | LNH           | 62  | 32               | 19               | 9                | 3 627            | 156              | 2,58             | 91,9             | 5                |                  | 4                | 1  | 3                    | 236                  | 13                   | 3,30                 | 89,8                 | 0                    |                      |                      |                      |
| 2007-2008  | Islanders de New York          | LNH           | 63  | 26               | 28               | 7                | 3 707            | 174              | 2,82             | 90,2             | 3                |                  | -                | -  | -                    | -                    | -                    | -                    | -                    | -                    |                      |                      |                      |
| 2008-2009  | Islanders de New York          | LNH           | 5   | 1                | 3                | 0                | 256              | 15               | 3,52             | 89,2             | 0                |                  | -                | -  | -                    | -                    | -                    | -                    | -                    | -                    |                      |                      |                      |
| 2009-2010  | Sound Tigers de Bridgeport     | LAH           | 4   | 1                | 2                | 0                | 199              | 11               | 3,31             | 88,3             | 0                |                  | -                | -  | -                    | -                    | -                    | -                    | -                    | -                    |                      |                      |                      |
| 2009-2010  | Islanders de New York          | LNH           | 8   | 2                | 5                | 0                | 462              | 20               | 2,60             | 90,0             | 1                |                  | -                | -  | -                    | -                    | -                    | -                    | -                    | -                    |                      |                      |                      |
| 2010-2011  | Islanders de New York          | LNH           | 26  | 8                | 14               | 4                | 1 533            | 88               | 3,44             | 88,6             | 1                |                  | -                | -  | -                    | -                    | -                    | -                    | -                    | -                    |                      |                      |                      |
| 2011-2012  | Islanders de New York          | LNH           | 8   | 3                | 2                | 3                | 354              | 22               | 3,73             | 87,5             | 0                |                  | -                | -  | -                    | -                    | -                    | -                    | -                    | -                    |                      |                      |                      |
| 2012-2013  | SC Riessersee                  | 2. Bundesliga | 1   | 0                | 1                | 0                | 59               | 3                | 3,03             | -                | 0                |                  | -                | -  | -                    | -                    | -                    | -                    | -                    | -                    |                      |                      |                      |
| 2012-2013  | Islanders de New York          | LNH           | 3   | 0                | 3                | 0                | 176              | 12               | 4,09             | 85,5             | 0                |                  | -                | -  | -                    | -                    | -                    | -                    | -                    | -                    |                      |                      |                      |
| 2012-2013  | Sound Tigers de Bridgeport     | LAH           | 18  | 9                | 9                | 0                | 1 022            | 50               | 2,93             | 89,3             | 1                |                  | -                | -  | -                    | -                    | -                    | -                    | -                    | -                    |                      |                      |                      |
| 2013-2014  | Checkers de Charlotte          | LAH           | 5   | 0                | 4                | 0                | 220              | 19               | 5,18             | 84,6             | 0                |                  | -                | -  | -                    | -                    | -                    | -                    | -                    | -                    |                      |                      |                      |
| Totaux LNH | Totaux LNH                     | Totaux LNH    | 319 | 130              | 136              | 36               | 18 198           | 871              | 2,87             | 90,2             | 16               |                  | 10               | 2  | 7                    | 554                  | 24                   | 2,60                 | 90,4                 | 1                    |                      |                      |                      |

### En équipe nationale
| Année | Compétition                  |   | PJ | V | D | Pr/N | Min | BC   | Moy  | % Arr | Bl | Pun                    |  | Résultat |
| 1999  | Championnat du monde -18 ans | 4 |    |   |   | 240  | 13  | 3,25 | 86,9 | 1     |    | 7e place               |  |          |
| 2000  | Championnat du monde junior  | 5 | 2  | 2 | 1 | 299  | 9   | 1,81 | 93,5 | 1     |    | 4e place               |  |          |
| 2001  | Championnat du monde junior  | 6 | 5  | 1 | 0 | 360  | 8   | 1,33 | 92,7 | 1     |    | 5e place               |  |          |
| 2001  | Championnat du monde         | 3 |    |   |   | 179  | 8   | 2,68 | 91,9 | 0     |    | 4e place               |  |          |
| 2004  | Coupe du monde               | 1 | 1  | 0 | 0 | 60   | 1   | 1,00 | 94,1 | 0     |    | Défaite en demi-finale |  |          |
| 2005  | Championnat du monde         | 4 | 2  | 2 | 0 | 250  | 7   | 1,68 | 94,2 | 1     |    | 6e place               |  |          |
| 2006  | Jeux olympiques              | 4 | 1  | 3 | 0 | 237  | 9   | 2,28 | 89,3 | 0     |    | 8e place               |  |          |